# Lanceoppia luxtoni
Lanceoppia luxtoni är en kvalsterart som beskrevs av Hammer 1968. Lanceoppia luxtoni ingår i släktet Lanceoppia och familjen Oppiidae. Inga underarter finns listade i Catalogue of Life.